# Artérite virale équine
L'artérite virale équine est une maladie infectieuse liée à un virus à ARN, de la famille des arteriviridae, ordre des nidovirales.

## Épidémiologie
Identifiée sous ce nom en 1953, par l'américain E.R. Doll à Bucyrus (Ohio), l'artérite virale sévit à l'état endémique depuis au moins le XIXe siècle, avec des poussées régulières d'épizootie.
Elle peut être transmise par voie vénérienne, soit directement par un étalon infecté, soit par insémination avec du sperme infecté ou par voie aérienne par contage direct.
Le virus ne semble infecter que les équidés. Sa diffusion est mondiale, à l'exception de  l'Islande et du Japon.

## Physiopathologie
Le virus se multiplie dans les macrophages bronchiques  puis, après une période de virémie, vers les cellules endothéliales avec une prédilection pour la media des petites artères musculeuses. La lésion typique est une nécrose de l’intima et de la média, avec un infiltrat périvasculaire lymphocytaire.

## Signes
Après une période d'incubation de 3 à 15 jours, la période initiale est marquée par une forte fièvre (jusqu'à 42 °C), avec perte d'appétit et abattement, puis, vers le quatrième jour, apparition d'œdèmes des membres dits «en chaussette» ou d'œdème des bourses chez l'étalon. Il existe fréquemment une conjonctivite avec larmoiement et un jetage contagieux par les naseaux.
Une éruption cutanée sous forme de lésions papuleuses peut également être présente.
La maladie est plus grave chez la jument gestante et entraîne fréquemment un avortement, ainsi que chez les jeunes poulains où elle peut entraîner le décès.
Parfois enfin, l'infection passe inaperçue et n'est révélée que par des examens biologiques.

## Évolution
La guérison est l'évolution la plus fréquente pour les chevaux adultes. Les juments infectées restent séropositives mais ne sont plus contagieuses, en revanche, les étalons peuvent rester excréteurs asymptomatiques pendant plusieurs années.

## Diagnostic
Il peut être sérologique, par mise en évidence d'une ascension des taux d'anticorps, lors de deux prélèvements à deux ou trois semaines d'intervalle.
Une identification sur cultures cellulaires ou par biologie moléculaire est également possible.

## Traitement
Le traitement curatif n'est que symptomatique avec mise au repos, la prévention passe par le retrait de la monte des étalons infectés et l'isolement des animaux malades.
Un vaccin (Artervac) est également disponible. Le protocole vaccinal pour les étalons d'au moins 4 mois est de deux injections en primo vaccination espacées d'un mois, puis des rappels tous les 6 mois.

## Législation
L'Organisation Mondiale de la Santé Animale définit les normes pour l'importation de géniteurs mâles et de semence fraîche ou congelée.
L'artérite virale équine est une maladie à déclaration obligatoire en France.